# شيلا هيكس
شيلا هيكس (بالإنجليزية: Sheila Hicks)‏ هي فنانة أمريكية، ولدت في 24 يوليو 1934 في هيستينغز في المملكة المتحدة.

## وصلات خارجية
- الموقع الرسمي